# 友情之鐘
33°42′34.84″N 118°17′37.73″W / 33.7096778°N 118.2938139°W
友情之鐘，是一个巨大的铜钟。它坐落在天使之门公园的一座韓式亭子裡，位於美國加利福尼亚州洛杉矶圣佩德罗附近。
友情之鐘是韩国在1976年送给美国的礼物，用以慶祝美國建國兩百週年並且象徵兩國的友好。韓裔美國人菲利普·安（Philip Ahn，演員，1905/3/29 - 1978/2/28）居中協調贈送的事宜。友情之鐘在1976年10月3日落成。1978年登記為洛杉磯歷史文化古蹟（Los Angeles Historic-Cultural Monument）第187號。该钟仿照圣德王鐘製作。聖德王鐘在771年鑄造，曾是韓國史上最大的鐘，目前放置在慶州博物館裡。
友情之鐘由超過17噸的銅與錫鑄造。考量音質，還摻入金、鎳、鉛和磷。它的直径为7.5英尺，平均厚度8英寸，高12英尺（換算後依序約為：2.3公尺，20.3公分，3.7公尺）。外觀是装饰华丽的浮雕，並有4对雕像。每对包括一个“自由的女神”（與自由女神像相似）和一个仙女，仙女代表韩国人的精神，其手裡拿着韩国的国家象征物：一个太极符号，一支木槿花，一支月桂葉和一隻鸽子。
自2010年起，友情之鐘每年敲響五次：新年前夜、韓裔美國人日(1月3日)、美國獨立日(7月4日)、韓國光復節(8月15日)以及美國憲法週(9月)。它在2002年也因為九一一恐怖攻擊事件而被敲響。
存放鐘的亭子是韓國工匠花費十個月建成的韓式建築。攢尖式屋頂由十二根圓柱支撐，代表韓國的十二生肖。亭子上繪有丹靑。
2013年9-12月，鐘與亭曾因全面整修而限制參觀。洛杉磯市在2014年1月14日為友情之鐘舉辦了第二次落成典禮。
友情之鐘在電影《普通嫌疑犯》中的兩個場景裡出現過。

## 外部鍵結
- SanPedro.net:  Korean Bell of Friendship and Bell Pavilion（页面存档备份，存于） — panoramic photograph and facts.
- Photo of the day for October 10, 2004（页面存档备份，存于） — photograph of U.S. and South Korean officials ringing the bell in Seoul on June 29, 1976; in "Stars and Stripes" newspaper.